# Aidanosagitta johorensis
Aidanosagitta johorensis är en djurart som tillhör fylumet pilmaskar, och som först beskrevs av Pathansali och Takasi Tokioka 1963.  Aidanosagitta johorensis ingår i släktet Aidanosagitta och familjen Sagittidae. Inga underarter finns listade i Catalogue of Life.